# 1991 VG
1991 VG es un asteroide próximo a la Tierra que forma parte de los asteroides Apolo, descubierto el 6 de noviembre de 1991 por el astrónomo estadounidense James Scotti usando el telescopio Spacewatch desde el Observatorio Steward, Arizona, Estados Unidos.

## Designación y nombre
Designado provisionalmente como 1991 VG.

## Características orbitales
1991 VG está situado a una distancia media del Sol de 1,026 ua, pudiendo alejarse hasta 1,076 ua y acercarse hasta 0,975 ua. Su excentricidad es 0,048 y la inclinación orbital 1,445 grados. Emplea 379 días en completar una órbita alrededor del Sol.

## Características físicas
La magnitud absoluta de 1991 VG es 28,5.

## Órbita terrestre
La órbita heliocéntrica del objeto es muy similar a la órbita de la Tierra y según los cálculos se produciría un acercamiento cercano a la Tierra en apenas un mes después de su descubrimiento (el 5 de diciembre de 1991. Debido a su similitud con la órbita terrestre, su vida puede ser relativamente corta, ya que, o bien impacta con el planeta o es perturbado de tal manera que se coloca en una órbita completamente diferente. La explicación de su órbita puede ser debido a fuentes naturales, eyecciones de algún impacto lunar reciente o, como se ha sugerido, por perturbaciones no gravitacionales como el efecto Yarkovsky. El primer asteroide troyano (2010 TK7) de la Tierra se descubrió poco tiempo después y se sospecha que tal vez sea el causante de su órbita.

## Posible estructura monolítica
Se ha estimado desde su descubrimiento, como aproximadamente el 80% de los asteroides con magnitudes absolutas (H) menores a 22.0 (de un tamaño menor a 200 metros) que podría tener un periodo de rotación de menos de 2 horas, según su curva de luz. Dicha tasa de rotación rápida está asociada a asteroides que tienen aspecto de cuerpo monolítico con la suficiente fuerza intrínseca como para contrarrestar fuerzas centrífugas. Los asteroides que giran a menos velocidad es debido a la fuerza gravitacional que se ejerce sobre ellos.

## Posible origen artificial
El desconocido origen del objeto junto con la rápida variación en su brillo en las imágenes que se han obtenido durante su observación a principios de diciembre del año 1991, llevó a especular que podría ser perfectamente un tanque de combustible desechado que formase parte del cohete de algún satélite lanzado a principios de la década de 1970 o de alguna misión Apolo.